# Ржавецкое сельское поселение
Ржаве́цкое се́льское поселе́ние — муниципальное образование в составе Прохоровского района Белгородской области России.
Административный центр — село Ржавец. 

## История
Ржавецкое сельское поселение образовано 20 декабря 2004 года в соответствии с Законом Белгородской области № 159.
Данное сельское поселение расположилось в Прохоровском районе, южная его часть, на границе с Подолешенским и Шаховским сельскими поселениями Прохоровского района. Так же граничит с Яковлевский и Корочанским районами Белгородской области. Территория, занимаемая поселением, занимает порядка 6004 га. 
Село Ржавец образовалось недалеко от реки Северный Донец, среди холмов, полей, рощ, богатых птицей и дичью, рыбой. Рядом с рекой расположены мелкие озера и торфяные болота с красно-бурой водой, похожей на ржавчину, которые и дали название селу-Ржавец. Во второй половине 1760-х годов Сергей Мокеевич Ильинский, титулярный советник, основал хутор Ржавчин (Ржавец), поселив в него переселенцев из села Покровского (Покровка) Карского уезда (сегодня Ивнянский район). Хутор Ржавец находился в прилегающей части современного села к деревне Выползовке. Население - великорусские крестьяне.  
Недалеко от Ржавка в направлении села Щелоков, в 1769-е годы белгородский помещик Иван Алексеевич Пенсов построим мельничий хутор, который заселил черкесами. Более полувека эти поселения существовали обособлено, а к середине XIX века во времена владения хуторами Волконскими, поселения были объединены и получили название «хутор Ржавец Пенцовский тож». Хутором владели потомки Волконских, за исключением части, которой владели помещики Ильинские.  
Последним владельцем Ржавка был Александр Николаевич Волконский, который вел активную общественную жизнь, был избран в 1908 г заведующим военно-конским участком, был членом уездной землеустроительной комиссии. Он был добр к крепостным и давал им кирпич со своего завода для индивидуальных построек.   
В селе имелась кирпичная церковь,  церковно-приходская школа (трехлетняя), находившаяся при ней. Только в 1970 году была построена восьмилетняя школа.

## Социально-культурная сфера
На территории сельского поселения расположены следующие социально-культурные объекты: детский сад, Ржавецкая СОШ, МКУК «Ржавецкий СДК», Ржавецкой модельной библиотеки филиала МКУК «ЦБС Прохоровского района», Ржавецкий ЦВОП,  магазины.

## Производство
В Ржавецком сельском поселении расположены следующие предприятия, поддерживающую производственную сферу полеления: компания «Мираторг», ООО «Агрохолдинг Ивнянский», репродуктор Кураковский ЗАО «Свинокомплекс Прохоровский», ЗАО «Свинокомплекс Калиновский», а так же несколько предприятий по производству зерна, овощей, выращивание крупного рогатого скота.

## Население
| 2010 | 2011 | 2012 | 2013 | 2014 | 2015 | 2016 | 2017 | 2018 |
| ---- | ---- | ---- | ---- | ---- | ---- | ---- | ---- | ---- |
| 790  | ↘784 | ↘772 | ↘758 | ↘735 | ↘719 | ↘709 | ↘706 | ↘696 |
| 2019 | 2020 | 2021 |      |      |      |      |      |      |
| ↘667 | ↘659 | ↘643 |      |      |      |      |      |      |

## Состав сельского поселения
| № | Населённый пункт | Тип населённого пункта       | Население |
| - | ---------------- | ---------------------------- | --------- |
| 1 | Авдеевка         | село                         | ↘98       |
| 2 | Казачье          | село                         | ↘127      |
| 3 | Красное Знамя    | хутор                        | ↗56       |
| 4 | Кураковка        | хутор                        | ↘6        |
| 5 | Редкодуб         | хутор                        | ↘22       |
| 6 | Ржавец           | село, административный центр | ↘481      |